# تيري ميتكالف
تيري ميتكالف (بالإنجليزية: Terry Metcalf)‏ هو لاعب كرة قدم كندية أمريكي، ولد في 24 سبتمبر 1951 في سياتل في الولايات المتحدة.

## وصلات خارجية
- تيري ميتكالف على موقع مرجع كرة القدم المحترفة.كوم (الإنجليزية)
- تيري ميتكالف على موقع قاعة ميسوري للمشاهير الرياضية (الإنجليزية)